# Stargate SG-1
Stargate SG-1 este un serial TV științifico-fantastic americano-canadian care face parte din franciza Stargate.
Povestea sa începe la un an după filmul științifico-fantastic Stargate din 1994. A fost produs în Vancouver, Columbia Britanică. Serialul este sau a fost difuzat în mai multe țări din toată lumea; în unele locuri, cum ar fi Europa, America de Nord, Japonia, America Latină și Australia serialul s-a difuzat în format HDTV.
În universul științifico-fantastic din Stargate, o rețea de dispozitive extraterestre antice numite porți stelare se conectează la cele mai îndepărtate galaxii, inclusiv Calea Lactee, Pegas (Pegasus) și galaxiile Ori, deschizând ușa călătoriilor interstelare aproape instantanee. Stargate SG-1 tratează explorările echipei SG-1, echipa principală din cel puțin 25 de echipe care explorează galaxia și apară Pământul de amenințări extraterestre cum ar fi Goa'uld, Replicatori și mai târziu Ori.
În 2007, după terminarea serialului, Stargate SG-1 a fost clasat pe locul 25 în lista „The 30 Top Cult Shows Ever” din TV Guide.